# Teodor Paleòleg
|  | Per a altres significats, vegeu «Teodor II Paleòleg». |

Teodor I Paleòleg -en grec:Θεόδωρος Α΄ Παλαιολόγος,Theodōros I Palaiologos- (s. XIV-XV), fou el quart governant de la província romana d'Orient de Morea que va fer servir el títol de dèspota. És recordat per ser un incansable i eficaç batallador contra els otomans.

## Orígens i accés al Despotat de Morea
Teodor era el fill menor supervivent de l'emperador romà d'Orient Joan V Paleòleg i de la seva esposa Helena Cantacuzena. El seu avi matern era l'emperador Joan VI Cantacuzè. Els seus germans grans van ser també emperadors: Andrònic IV Paleòleg i Manuel II Paleòleg.
El 1370, quan el seu pare es va haver de sotmetre a vassallatge de Murat I, va enviar Teodor com a garantia del primer pagament.
El 1376 Teodor, va rebre del seu pare el títol de dèspota i li va confiar el govern de Tessalònica, però abans que en pogués prendre possessió, va ser arrestat i empresonat juntament amb el seu pare i el seu germà Manuel, per ordre del germà gran Andrònic IV. La captivitat va durar tant com es va perllongar la usurpació d'Andrònic, del 1376 fins al 1379. Poc després de la restitució de Joan V, Manuel va ser nomenat per al govern de Tessalònica, i Teodor va ser transferit al Despotat de Morea.
El govern de Morea havia estat en mans de Manuel Cantauzè, fill de l'emperador Joan VI, que poc abans de morir el 1380 va ser succeït pel seu germà gran, Mateu Cantacuzè, el qual va plegar del càrrec per fer-se monjo el 1382. Aquell any Teodor va ser nomenat per substituir-lo però quan va arribar a Morea es va trobar que Demetri I Cantacuzè havia assumit el càrrec i sembla que va oposar resistència a abandonar i va morir en la rebel·lió.

## Fets durant el govern a Morea
El jove dèspota va encetar aviat guerres per expandir la seva província. Les seves campanyes militars van ser sens dubte les operacions militars romanes d'Orient més reeixides des de l'annexió de les grans regions de Tessàlia i l'Epir pel seu avi patern Andrònic III Paleòleg anteriors al segle xiv. Per tal d'augmentar el nombre potencial de soldats del seu exèrcit, Teodor va encoratjar la immigració d'albanesos a Morea, i els va reclutar per fer tropes que controlessin els terratinents locals, els estats llatins veïns i l'amenaça d'invasió otomana.
Les primeres victòries de Teodor van arribar el 1388, seguides de la conquesta d'Argos. Tanmateix la República de Venècia va intervenir i li va prendre el control d'Argos i va oferir protecció a Patres. La situació es va resoldre signant una aliança militar entre Morea i Venècia el 1394. Baiazet I de l'Imperi Otomà va començar a expansionar el seu control sobre els Balcans i amb el temps va entrar en conflicte amb els interessos de Morea i Venècia. La nova aliança va anar acompanyada per la decisió de construir una muralla al voltant de l'istme de Corint.
Teodor no tan sols es va defensar eficaçment de les forces otomanes, sinó que a més va contraatacar i conquerir Corint (1395) i Atenes (1396). Les seves victòries van atreure l'atenció de Baiazet I, que va començar a considerar-lo un perillós oponent i va comandar en persona la invasió otomana de Morea.
A diferència del seu germà gran, Manuel II, Teodor es va negar a sotmetre's a Baiazet, i va continuar lluitant fins al final. Quan ja no va ser capaç de protegir Mistràs i Corint de l'atac otomà, Teodor va oferir les dues ciutats (Corint el 1397 i Mistràs el 1400) als cavallers hospitalers de Rodes. Aquesta decisió va assegurar la continuïtat de la resistència contra el domini musulmà.
Baiazet I va declarar el Peloponès era una província però no va poder establir un control total abans de donar per acabada la campanya militar i tornar a Edirne. Teodor, mentrestant, es va afanyar a restablir el domini a Morea i sobre la major part de les seves anteriors conquestes. Els cavallers hospitalers també li van tornar Mistràs i Corint el 1404, quan les seves forces ja no van ser necessàries per assegurar la zona.
El 1400 Baiazet I va tornar la seva atenció cap a Constantinoble i va assetjar la ciutat. Manuel II va poder escapar amb altres membres de la família i va enviar ajut a Europa i a Teodor. Teodor els va acollir a Monembasia.

## Matrimoni i descendència
Teodor I es va casar amb Bartolomea Acciaioli, filla del duc d'Atenes Neri I Acciaiuoli però no se li coneix descendència. Poc abans de la seva mort va prendre els vots monàstics i va canviar el seu nom pel de "Theodoret". Va morir el 24 de juny del 1407 i el va succeir Teodor II Paleòleg, nomenat pel seu pare Manuel II.
Algunes fonts consideren que va tenir una filla, el nom de la qual es desconeix, que es va casar amb Suleyman Çelebi, el soldà d'Edirne de l'interregne otomà.